# جورج أوين
جورج أوين (بالإنجليزية: George Owen)‏ هو لاعب كرة قدم بريطاني (وحمل سابقاً جنسية المملكة المتحدة لبريطانيا العظمى وأيرلندا) في مركز الهجوم، ولد في 1865، وتوفي في 29 يناير 1922. لعب مع مانشستر يونايتد وChirk AAA F.C. ‏.